# Jarczowce (przystanek kolejowy)
Jarczowce (ukr. Ярчівці, ros. Ярчевцы) – przystanek kolejowy w miejscowości Jarczowce, w rejonie zborowskim, w obwodzie tarnopolskim, na Ukrainie.